# Conclave de 1846

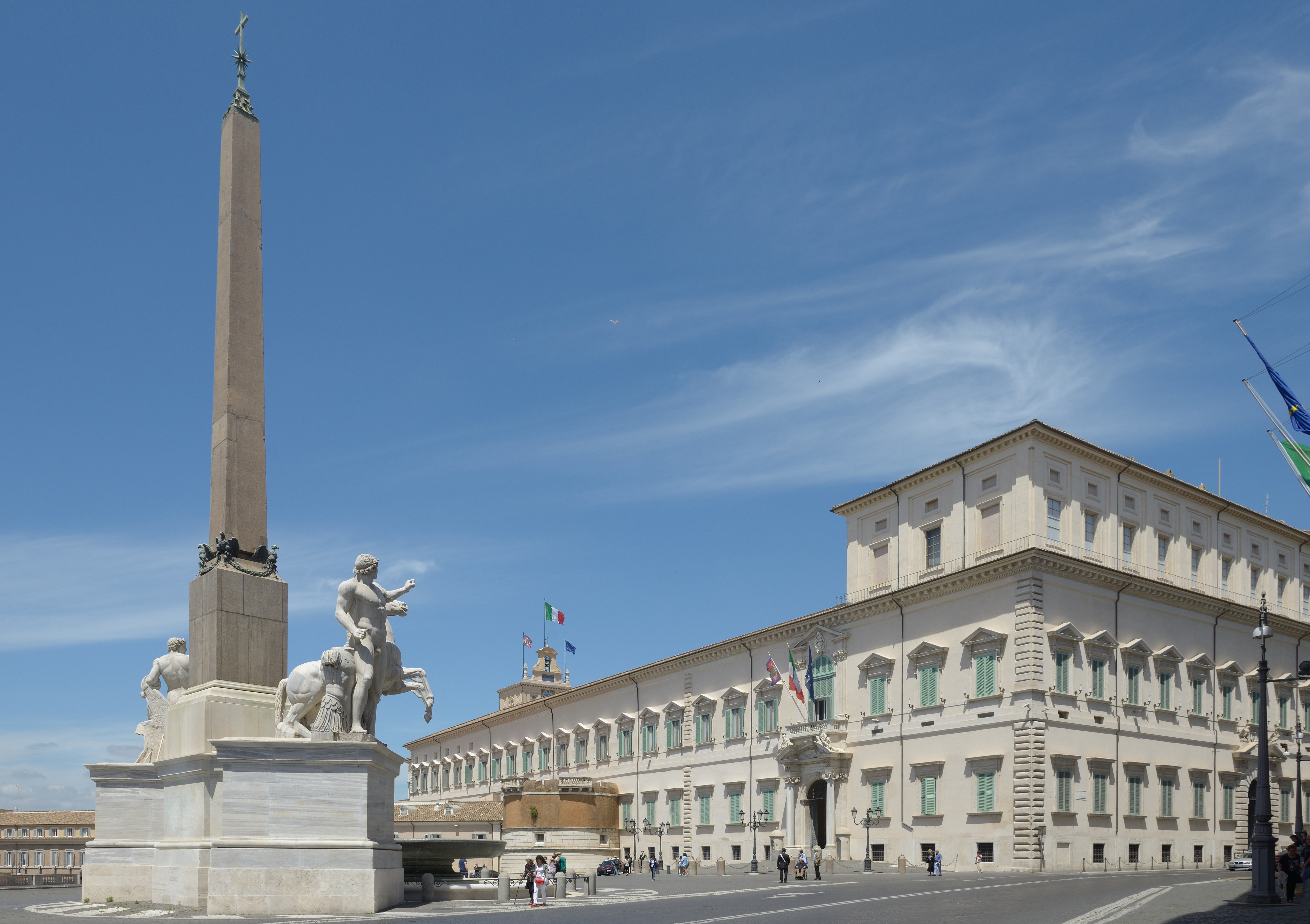
Le Palais du Quirinal
La résidence du pape, souverain des États pontificaux et siège du conclave de 1846.

La mort du pape Grégoire XVI le 1er juin 1846 entraine la convocation du conclave papal de 1846. Cinquante des 62 membres du Collège des cardinaux se rassemblèrent donc au palais du Quirinal, une des résidences papales à Rome dans laquelle les deux premiers conclaves du XIXe siècle avaient eu lieu. Le conclave débuta le 14 juin dans le but d'élire non seulement un nouveau chef de l'Église catholique romaine mais également celui qui sera le chef d’État régnant sur les États pontificaux, un ensemble de territoires situés autour de Rome et dans le Nord de l'Italie.

## Des divisions sur le gouvernement des États pontificaux
La question centrale qui détermina l'issue du conclave de 1846 fut celle du gouvernement des États pontificaux. Le Collège des cardinaux était divisé en deux camps en désaccord. Les plus conservateurs désirait la continuation du caractère absolu de la souveraineté du pape sur le gouvernement des États pontificaux, dans la ligne de la politique intransigeante menée par le pape Grégoire XVI et son secrétaire d'État, Luigi Lambruschini, alors que les libéraux de la modération et des signes d'ouverture, ces derniers privilégiaient deux candidats (Tommaso Pasquale Gizzi et Giovanni Maria Mastai-Ferretti).
Lors des premiers tours de scrutin, Lambruschini reçu la majorité des voix, mais ne parvint pas à rassembler sur son nom la majorité requise des deux-tiers (plus une voix) des votes. Au troisième tour, de scrutin, le candidat libéral, Mastai-Ferretti, archevêque d'Imola, que l'on savait menacé du veto autrichien passa de 13 à 18 voix, puis par accessit à 27. Après son quatrième tour par accessit cette majorité de voix dépassa les deux tiers et il fut élu pape, avec une marge de quatre voix avant l'arrivée du cardinal porteur du veto. Il prit le nom de règne pontifical de Pie IX, également connu sous le nom de Pio Nono (en italien).

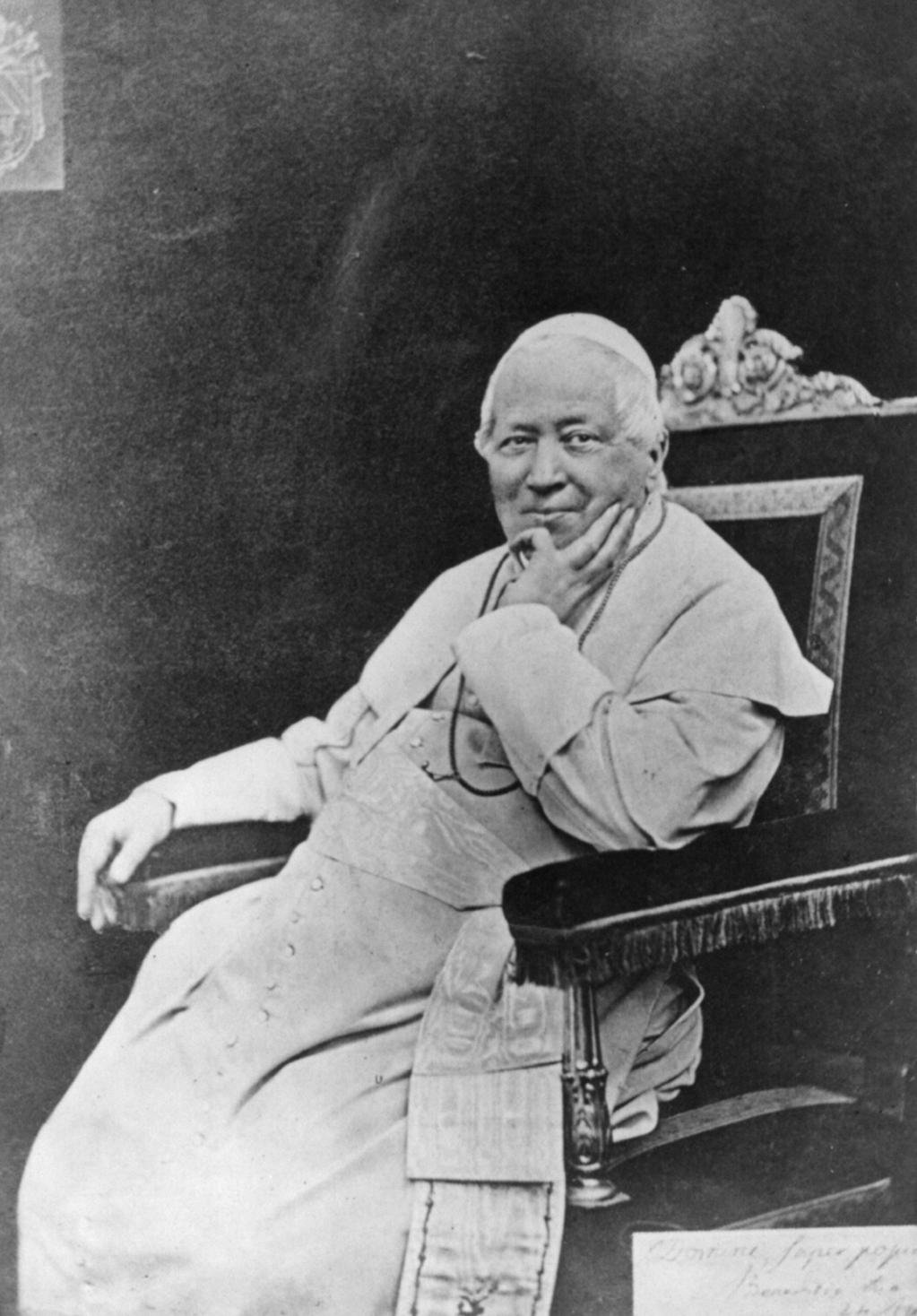
Pie IX
le pape élu par le conclave de 1846

## Les votes[2].

### Matin du 15 juin, premier tour
| Cardinaux                      | Votes directs | Accessus | Total |
| ------------------------------ | ------------- | -------- | ----- |
| Luigi Lambruschini             | 9             | 6        | 15    |
| Giovanni Maria Mastai Ferretti | 8             | 5        | 13    |
| Chiarissimo Falconieri Mellini | 4             | 1        | 5     |
| Costantino Patrizi Naro        | 3             | 1        | 4     |
| Filippo de Angelis             | 3             | 1        | 4     |
| Vincenzo Macchi                | 3             | 0        | 3     |

### Scrutin du 15 juin
| Cardinaux                      | Votes directs | Accessus | Total |
| ------------------------------ | ------------- | -------- | ----- |
| Giovanni Maria Mastai Ferretti | 12            | 5        | 17    |
| Luigi Lambruschini             | 8             | 5        | 13    |
| Chiarissimo Falconieri Mellini | 4             | 0        | 4     |
| Costantino Patrizi Naro        | 3             | 1        | 4     |
| Vincenzo Macchi                | 3             | 1        | 4     |
| Filippo de Angelis             | 4             | 0        | 4     |

### Matin du 16 juin, troisième tour
| Cardinaux                      | Votes directs | Accessus | Total |
| ------------------------------ | ------------- | -------- | ----- |
| Giovanni Maria Mastai Ferretti | 18            | 9        | 27    |
| Luigi Lambruschini             | 7             | 4        | 11    |
| Chiarissimo Falconieri Mellini | 5             | 2        | 7     |
| Filippo de Angelis             | 3             | 2        | 5     |
| Vincenzo Macchi                | 3             | 1        | 4     |
| Costantino Patrizi Naro        | 2             | 1        | 3     |

### Scrutin du 16 juin
| Cardinali                      | Votes directs | Accessus | Total    |
| ------------------------------ | ------------- | -------- | -------- |
| Giovanni Maria Mastai Ferretti | 27            | 9        | 36 (élu) |
| Luigi Lambruschini             | 8             | 2        | 10       |
| Filippo de Angelis             | 4             | 2        | 6        |
| Chiarissimo Falconieri Mellini | 3             | 1        | 4        |
| Costantino Patrizi Naro        | 1             | 2        | 3        |
| Vincenzo Macchi                | 2             | 0        | 2        |

## Tentative avortée d'empêcher l'élection de Ferretti
Comme cela sera le cas dans d'autres conclaves, y compris celui de 1903, plusieurs souverains catholiques revendiquèrent le droit d'opposer leur veto à l'élection d'un cardinal susceptible d'être élu, obligeant les cardinaux à se porter sur un autre candidat. L'empereur Ferdinand Ier d'Autriche avait chargé le cardinal Karl Kajetan Gaisruck, l'archevêque de Milan (faisant alors partie de son empire), d'opposer son veto à l'élection du cardinal libéral Ferretti. Cependant Gaisruck arriva trop tard pour participer au conclave. Au moment où il finit par arriver à Rome, Ferretti avait été élu, il avait accepté son élection et elle avait été proclamée publiquement.

## Événements postérieurs
Le pape Pie IX fut couronné de la tiare pontificale le 21 juin 1846. Il est le pape dont le règne a duré le plus longtemps après celui de Saint-Pierre, siégeant sur le trône pontifical pendant 32 ans. Initialement perçu comme libéral, après le discours prononcé à l'occasion de la proclamation de la République romaine, Pie fut rétabli au pouvoir par les troupes de la Deuxième République française et devint résolument conservateur.
En 1870, ce qu'il restait des territoires pontificaux fut annexé par roi d'Italie Victor Emmanuel II. Rome devint la capitale du royaume d'Italie et le palais du Quirinal, le palais du roi d'Italie. Pie IX, en signe de protestation, se retira dans la Cité du Vatican où il vivait en tant que « prisonnier au Vatican » (tel qu'il s'était auto-proclamé). Il mourut en 1878.

## Données sur le conclave
- Dates du conclave: 14–16 juin 1846
- Lieu: palais du Quirinal, Rome
- Parmi les cardinaux arrivés trop tard ou absents: 
  - Karl Kajetan Gaisruck, archevêque de Milan
  - Giacomo Monico, patriarche de Venise
- Parmi les cardinaux présents: 
  - Ludovico Micara, doyen du Collège des cardinaux
  - Carlo Oppizzoni, archevêque de Bologne
  - Chiarissimo Falconieri Mellini, archevêque de Ravenne
  - Cosimo Corsi, archidiocèse de Pise
  - Sisto Riario Sforza, archidiocèse de Naples
  - Luigi Ciacchi,
  - Paolo Polidori, préfet de la Congrégation pour le clergé, archevêque titulaire de Tarse
- Données historiques à propos du conclave de 1846:
  - Dernier des trois conclaves ayant eu lieu au palais du Quirinal et dernier conclave ayant eu lieu en dehors du Vatican
  - Élection du pape qui aura le deuxième règne le plus long de l'histoire de la papauté
  - Dernier conclave ayant eu lieu avant la disparition des États pontificaux
  - Victoire apparente des libéraux et rejet apparent de la politique conservatrice du pape défunt
  - Tentative avortée de l'empereur Ferdinand Ier d'Autriche d'utiliser l'exclusive (veto)
  - Dernier des conclaves ayant rassemblé des cardinaux issus exclusivement d'Europe continentale

| Durée                      | 3 jours                                                  |
| Nombre de tours de scrutin | 4                                                        |
| Électeurs                  | 62                                                       |
| -------------------------- | -------------------------------------------------------- |
| Absents                    | 12                                                       |
| Présents                   | 50                                                       |
| Afrique                    | 0                                                        |
| Amérique latine            | 0                                                        |
| Amérique du Nord           | 0                                                        |
| Asie                       | 0                                                        |
| Europe                     | 62                                                       |
| Océanie                    | 0                                                        |
| Moyen-Orient               | 0                                                        |
| Exclusive utilisée         | tentative avortée de l'empereur Ferdinand Ier d'Autriche |
| PAPE DÉCÉDÉ                | GRÉGOIRE XVI (1831–1846)                                 |
| PAPE ÉLU                   | PIE IX (1846–1878)                                       |